# Medaille für Verdienste in der Reservistenarbeit

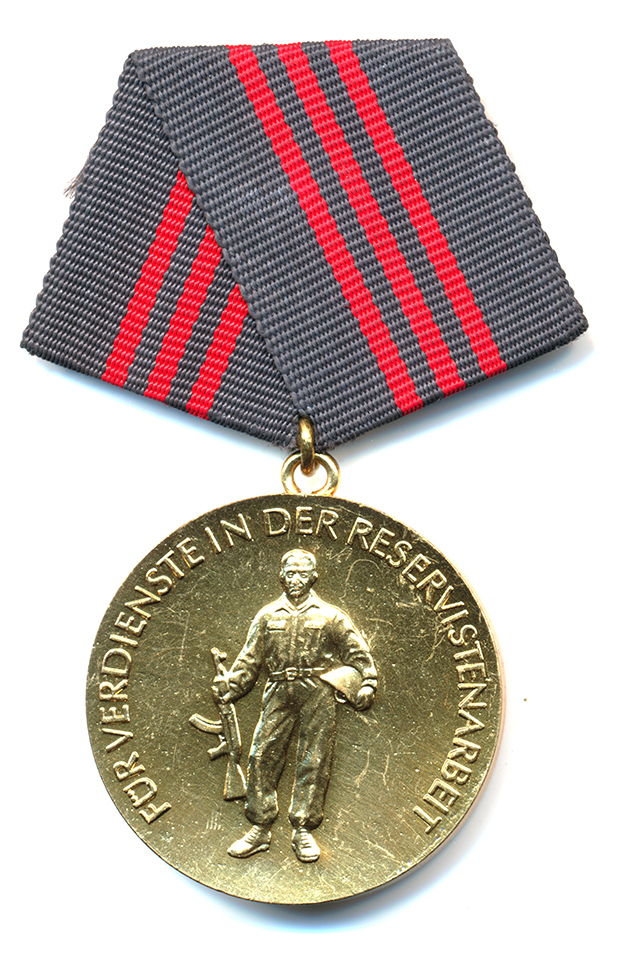
Medaille für Verdienste in der Reservistenarbeit

Die Medaille für Verdienste in der Reservistenarbeit war eine nichtstaatliche Auszeichnung der Deutschen Demokratischen Republik (DDR), welche in Form einer tragbaren Medaille verliehen wurde.

## Geschichte
Die Medaille wurde am 28. Mai 1985 auf der Grundlage des Beschlusses des ZK der SED „Maßnahmen zur Vorbereitung und Durchführung des 30. Jahrestages der NVA“ von dem Minister für Nationale Verteidigung durch Ordnung Nr. 030/9/015 in drei Stufen gestiftet. Sie konnte für hervorragende Verdienste bei der Entwicklung und Führung der Reservistenarbeit außerhalb des Reservistenwehrdienstes verliehen werden an:
- Gediente Reservisten
- Bürger, die langjährig in militärischen Berufen gedient hatten und den Zusatz außer Dienst (a. D.) zu ihrem Dienstgrad trugen.

Sie wurde in den Stufen Gold, Silber und Bronze verliehen, wobei eine mehrmalige Verleihung in jeder Stufe möglich war.
Zur Verleihung der Medaille gehörten eine Urkunde und eine finanzielle Zuwendung. Diese betrug für die Stufe Gold 400,00 Mark, für die Stufe Silber 300,00 Mark und für die Stufe Bronze 200,00 Mark.
Jährlich konnten 250 Medaillen der Stufe Gold, 500 Medaillen der Stufe Silber und 750 Medaillen der Stufe Bronze verliehen werden. Die Verleihung erfolgte im Namen des Ministers für Nationale Verteidigung. Die erstmalige Verleihung erfolgte am 1. März 1986 anlässlich des 30. Jahrestags der NVA.

## Aussehen und Tragweise
Die runde Medaille hat einen Durchmesser von 35 mm und zeigt auf ihrem Avers einen Reservisten, der in der rechten Hand eine Maschinenpistole und in der linken Hand einen Stahlhelm hält. Er wird umgeben von der Umschrift FÜR VERDIENSTE IN DER RESERVISTENARBEIT.
Das Revers der Medaille zeigt das Dienstemblem der NVA. Am unteren Medaillenrand befindet sich der Buchstabe A als Zeichen der Prägestätte, des VEB Münze Berlin.
Die Medaille besteht aus Buntmetall, die Medaille in Gold ist glänzend vermessingt, die Medaille in Silber hochglänzend vernickelt und die Medaille in Bronze ist bronzefarben.
Getragen wurde die Medaille an einer fünfeckigen pentagonalen dunkelgrauen 24 mm breiten Spange. Im Band für die goldenen Medaille sind drei, im Band für die silberne Medaille zwei und im Band für die bronzene Medaille ist ein 2 mm breiter roter Mittelstreifen eingewebt. Die dazugehörige Interimsspange ist von gleicher Beschaffenheit und 24 × 13 mm groß.